# Обезголовлення

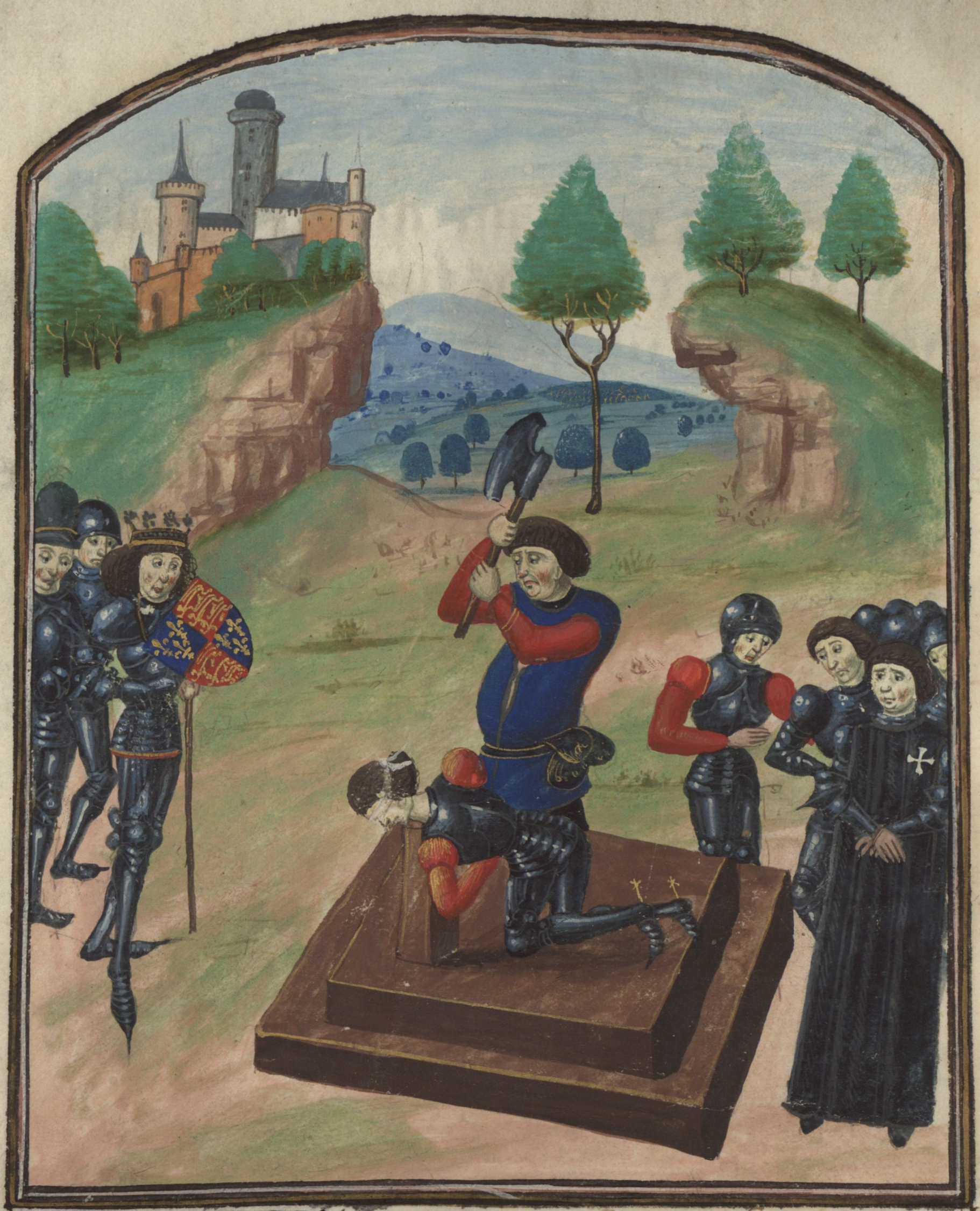

Обезголовлення, або відрубання (відсікання) голови — одна з найдавніших форм страти, що являє собою фізичне відтинання голови живої істоти від тіла.
Відсікання голови мечем або сокирою застосовувалося протягом довгого часу історії людства. Іван Хреститель був першою жертвою цієї страти, описаної в Біблії. Цей метод був широко розповсюджений у всіх країнах світу аж до ХХ століття, і досі застосовується в Саудівській Аравії, Катарі та Ємені. Він ефективний і, можливо, гуманніший, ніж сучасні методи страти, але зовні вкрай жорстокий.

## Історія
У Римській імперії відрубання голови застосовувалося тільки щодо римських громадян — на інших очікувало розп'яття на хресті.
В Англії ця страта, за історичними документами, введена Вільгельмом Завойовником і застосовувалася до людей благородного походження, засуджених за зраду. Карл I, Анна Болейн і Марія Стюарт зустріли смерть на ешафоті, останнім з осіб знатного походження в цьому списку був Саймон Фрейзер, 11-й лорд Ловат, який був обезголовлений на пагорбі Тауера 9 квітня 1747 року. Описано 91 обезголовлення знатних людей між 1388 і 1747 роками. Це не включає менш почесну смерть на шибениці або інші більш-менш болісні страти.
Обезголовлення також широко застосовувалося у Швеції, Данії, Франції (аж до 1792 року, коли його місце зайняла гільйотина) і в Німеччині, де різні форми обезголовлення проіснували до закінчення Другої світової війни. Також це було формою державної страти в Китаї до захоплення там влади комуністами. Найдовше страта сокирою протрималася у Швеції, там її витіснила гільйотина лише в 1903 році, і в Німеччині, де вона офіційно проіснувала до 1938 року, а за деякими даними, була знов введена в дію в кінці Другої світової війни, коли нацистський уряд скасував гільйотину «як занадто гуманний засіб».

## Форми страти
Існують дві основні форми обезголовлення — мечем і сокирою.
При використанні меча відпадала необхідність у пласі: засудженого зазвичай ставили на коліна, якщо ж він був низького зросту, то залишали стояти, а в Німеччині жінкам іноді дозволяли сидіти на стільці.
Звичайний меч ката був довжиною 48 дюймів (1200 мм) і приблизно пів дюйма (65-70 мм) шириною з руків'я, довжина якого була достатня для захоплення обома руками для надання удару максимальної сили. У Саудівській Аравії використовується традиційний арабський меч скімітар, приблизно 1000—1100 мм завдовжки.
Коли використовували сокиру, то була необхідна плаха, часто її край загострювали для зручнішого розташування шиї. Застосовувалися два види плах — висока (приблизно 18-24 дюйми, 450—600 мм заввишки), коли в'язня ставили на коліна перед нею і примушували нахилитися, так що шия лежала на краю вершини плахи. Висока плаха і сокира, якими був обезголовлений лорд Ловат, показані в Музеї лондонського Тауера.
Деякі країни застосовували низьку плаху, коли засуджений лежав на животі і клав шию на низьку дерев'яну колоду, всього декілька дюймів заввишки. Так, зокрема, було страчено Карла I у Вайтголлі в 1649 році.
Також відомо два типи сокир — традиційна, широко поширена в Англії з лезом 1 фут і 4 дюйми заввишки (500 мм) і 10 дюймів завширшки (250 мм) з довгим топорищем у 5 футів і 1 дюйм завдовжки (1625 мм). У низці місцевостей Німеччини використовували сокиру, схожу на збільшений різак м'ясника, руків'я якої було також пристосована для захоплення двома руками.

## Обезголовлення в сучасному світі
Саудівська Аравія використовує публічне обезголовлення як покарання за вбивство, зґвалтування, контрабанду наркотиків і деякі інші злочини. При цьому існує цікава деталь: при вироку за вбивство або зґвалтування, родичі жертви можуть вирішити, чи зберегти злочинцеві життя, лише отримавши з нього так звану «плату за кров». Засуджених обох статей привозять на поліційній машині на центральну площу або вокзал після полуденної молитви і виводять у наручниках на відповідний майданчик, частіше на газон, ставлять на коліна, повернувши лицем до Мекки, зазвичай зав'язують очі. Кат піднімає виблискуючий скімітар, часто робить ним декілька помахів над головою і відрубує голову. Після страти охоронці прибирають тіло і голову, змивають кров. Тіло страченого потім ховають у безіменній могилі на тюремному кладовищі.